# Вікторівська сільська рада (Миронівський район)
| Вікторівська сільська рада — орган місцевого самоврядування у Миронівському районі Київської області з адміністративним центром у с. Вікторівка. Історична дата утворення: в 1928 році. Сільській раді підпорядковані населені пункти: - с. Вікторівка - с. Матвіївка - с. Фролівка |

## Склад ради
Рада складається з 15 депутатів та голови.

### Керівний склад ради
| ПІБ                     | Основні відомості                                                               | Дата обрання | Дата звільнення |
| ----------------------- | ------------------------------------------------------------------------------- | ------------ | --------------- |
| Балабуха Надія Петрівна | Сільський голова, 1967 року народження, освіта, позапартійна                    | 26.03.2006   | 31.10.2010      |
| Сосюра Василь Іванович  | Сільський голова, 1951 року народження, освіта середня спеціальна, безпартійний | 31.10.2010   |                 |

Примітка: таблиця складена за даними джерела